# Natação no Campeonato Mundial de Esportes Aquáticos de 2019 - 50 m peito masculino
A prova dos 50 metros peito masculino da natação no Campeonato Mundial de Esportes Aquáticos de 2019 ocorreu nos dias 23 de julho e 24 de julho, em Gwangju, na Coreia do Sul. 

## Recordes
Antes desta competição, os recordes mundiais e do campeonato nesta prova eram os seguintes:
| Tipo                  | Atleta     | Tempo | Local     | Data                |
| --------------------- | ---------- | ----- | --------- | ------------------- |
|                       | Adam Peaty | 25.95 | Budapeste | 25 de julho de 2017 |
| Recorde do campeonato | Adam Peaty | 25.95 | Budapeste | 25 de julho de 2017 |

## Medalhistas
| Ouro             | Prata             | Bronze                  |
| Adam Peaty (GBR) | Felipe Lima (BRA) | João Gomes Júnior (BRA) |

## Cronograma
Todos os horários são locais (UTC+9). 
| Data        | Hora  | Evento        |
| ----------- | ----- | ------------- |
| 23 de julho | 10:00 | Eliminatórias |
| 23 de julho | 20:41 | Semifinal     |
| 24 de julho | 21:03 | Final         |

## Resultados

### Eliminatórias
Esses foram os resultados das eliminatórias. Foram realizadas no dia 23 de julho com início às 10:00. 
| Pos. | Bateria | Raia | Nadador               | Nacionalidade            | Tempo | Notas            |
| ---- | ------- | ---- | --------------------- | ------------------------ | ----- | ---------------- |
| 1    | 8       | 4    | Adam Peaty            | Reino Unido              | 26.28 | Q                |
| 2    | 6       | 4    | João Gomes Júnior     | Brasil                   | 26.73 | Q                |
| 2    | 7       | 4    | Felipe Lima           | Brasil                   | 26.73 | Q                |
| 4    | 7       | 6    | Hüseyin Emre Sakçı    | Turquia                  | 26.87 | Q,               |
| 4    | 8       | 5    | Ilya Shymanovich      | Bielorrússia             | 26.87 | Q                |
| 6    | 7       | 2    | Kirill Prigoda        | Rússia                   | 26.93 | Q                |
| 6    | 8       | 6    | Yan Zibei             | China                    | 26.93 | Q,               |
| 8    | 8       | 8    | Darragh Greene        | Irlanda                  | 26.94 | Q,               |
| 9    | 6       | 2    | Andrei Nikolaev       | Rússia                   | 26.99 | Q                |
| 10   | 8       | 3    | Nicolo Martinenghi    | Itália                   | 27.00 | Q                |
| 11   | 6       | 5    | Michael Andrew        | Estados Unidos           | 27.02 | Q                |
| 12   | 7       | 5    | Fabio Scozzoli        | Itália                   | 27.11 | Q                |
| 13   | 6       | 7    | Tobias Bjerg          | Dinamarca                | 27.13 | Q,               |
| 14   | 6       | 6    | Ties Elzerman         | Países Baixos            | 27.19 | Q                |
| 15   | 8       | 9    | Nikola Obrovac        | Croácia                  | 27.27 | Q,               |
| 16   | 6       | 3    | Yasuhiro Koseki       | Japão                    | 27.33 | Q                |
| 17   | 8       | 0    | Dmitriy Balandin      | Cazaquistão              | 27.36 |                  |
| 18   | 8       | 1    | Wang Lizhuo           | China                    | 27.39 |                  |
| 19   | 7       | 3    | Michael Houlie        | África do Sul            | 27.41 |                  |
| 20   | 5       | 4    | Anton Sveinn McKee    | Islândia                 | 27.46 | Recorde nacional |
| 21   | 7       | 1    | Bernhard Reitshammer  | Áustria                  | 27.49 |                  |
| 22   | 8       | 2    | Peter John Stevens    | Eslovênia                | 27.50 |                  |
| 23   | 6       | 0    | Moon Jae-kwon         | Coreia do Sul            | 27.57 |                  |
| 24   | 5       | 3    | Youssef El-Kamash     | Egito                    | 27.62 | Recorde nacional |
| 25   | 6       | 1    | Itay Goldfaden        | Israel                   | 27.67 |                  |
| 25   | 7       | 7    | Giedrius Titenis      | Lituânia                 | 27.67 |                  |
| 27   | 7       | 0    | Édgar Crespo          | Panamá                   | 27.76 |                  |
| 28   | 5       | 7    | Richard Funk          | Canadá                   | 27.78 |                  |
| 29   | 4       | 7    | Martin Allikvee       | Estónia                  | 27.79 | Recorde nacional |
| 30   | 6       | 8    | Renato Prono          | Paraguai                 | 27.80 |                  |
| 31   | 6       | 9    | Martin Melconian      | Uruguai                  | 27.85 |                  |
| 32   | 7       | 8    | Vladislav Mustafin    | Uzbequistão              | 27.90 |                  |
| 33   | 4       | 8    | James Deiparine       | Filipinas                | 27.91 | Recorde nacional |
| 34   | 4       | 6    | Yannick Käser         | Suíça                    | 27.99 |                  |
| 35   | 5       | 5    | Lachezar Shumkov      | Bulgária                 | 28.00 |                  |
| 36   | 5       | 2    | Chao Man Hou          | Macau                    | 28.07 |                  |
| 37   | 5       | 1    | Kirill Vais           | Quirguistão              | 28.15 |                  |
| 38   | 5       | 6    | Tomáš Klobučník       | Eslováquia               | 28.20 |                  |
| 39   | 4       | 2    | Jan Kalusowski        | Polónia                  | 28.26 |                  |
| 40   | 7       | 9    | Jorge Murillo         | Colômbia                 | 28.36 |                  |
| 41   | 4       | 3    | Wu Chun-feng          | Taipé Chinesa            | 28.43 |                  |
| 42   | 5       | 8    | S.P. Likhith          | Índia                    | 28.44 |                  |
| 43   | 5       | 9    | Ari-Pekka Liukkonen   | Finlândia                | 28.45 |                  |
| 44   | 5       | 0    | Lionel Khoo           | Singapura                | 28.46 |                  |
| 45   | 3       | 4    | Josué Domínguez       | República Dominicana     | 28.50 |                  |
| 46   | 1       | 4    | Benjamin Schulte      | Guam                     | 28.73 |                  |
| 47   | 4       | 4    | Didzis Rudavs         | Letônia                  | 28.94 |                  |
| 48   | 4       | 1    | Gagarin Nathaniel     | Indonésia                | 28.97 |                  |
| 49   | 4       | 5    | Izaak Bastian         | Bahamas                  | 28.98 |                  |
| 50   | 4       | 0    | Marco Flores          | Honduras                 | 29.09 |                  |
| 51   | 3       | 5    | Adrian Robinson       | Botswana                 | 29.11 |                  |
| 52   | 3       | 6    | Rainier Rafaela       | Curaçau                  | 29.23 |                  |
| 53   | 2       | 3    | Santiago Cavanagh     | Bolívia                  | 29.26 |                  |
| 54   | 4       | 9    | Sebastien Kouma       | Mali                     | 29.27 |                  |
| 55   | 3       | 3    | Malcolm Richardson    | Ilhas Cook               | 29.36 |                  |
| 56   | 1       | 6    | Amini Fonua           | Tonga                    | 29.73 |                  |
| 57   | 1       | 0    | Constantin Malachi    | Moldávia                 | 29.76 |                  |
| 58   | 2       | 7    | Rashed Altarmoom      | Kuwait                   | 30.13 |                  |
| 58   | 3       | 2    | Giacomo Casadei       | San Marino               | 30.13 |                  |
| 60   | 1       | 1    | Muhammad Ahmad        | Brunei                   | 30.22 |                  |
| 61   | 2       | 9    | Jonathan Raharvel     | Madagáscar               | 30.23 |                  |
| 61   | 3       | 7    | Zandanbal Gunsennorov | Mongólia                 | 30.23 |                  |
| 63   | 3       | 1    | Shane Cadogan         | São Vicente e Granadinas | 30.73 |                  |
| 64   | 2       | 2    | Slava Sihanouvong     | Laos                     | 32.11 |                  |
| 65   | 3       | 0    | Tendo Mukalazi        | Uganda                   | 32.64 |                  |
| 66   | 1       | 5    | Tindwende Sawadogo    | Burquina Fasso           | 33.97 |                  |
| 67   | 3       | 9    | Clayment Lafiara      | Eslovênia                | 34.37 |                  |
| 68   | 2       | 1    | Izzeldin Ibrahim      | Sudão                    | 34.52 |                  |
| 69   | 1       | 7    | Momodou Saine         | Gâmbia                   | 34.64 |                  |
| 70   | 2       | 4    | Yaya Yeressa          | Guiné                    | 34.71 |                  |
| 71   | 2       | 5    | Gildas Koumondji      | Benim                    | 34.90 |                  |
| 72   | 2       | 6    | Abdelmalik Muktar     | Etiópia                  | 35.17 |                  |
| 73   | 2       | 0    | Chris Mana            | Ruanda                   | 36.93 |                  |
| 74   | 2       | 8    | Hamid Rahimi          | Afeganistão              | 37.48 |                  |
| 75   | 1       | 2    | Alie Kamara           | Serra Leoa               | 37.79 |                  |
| 76   | 1       | 8    | Hakim Youssouf        | Comores                  | 38.65 |                  |
| 77   | 1       | 9    | Darshan Koffi         | Togo                     | 40.39 |                  |
| 78   | 1       | 3    | Hollingsword Wolul    | Vanuatu                  | 41.44 |                  |
| 79   | 3       | 8    | Kumaren Naidu         | Zâmbia                   | DSQ   | DSQ              |
| 80   | 8       | 7    | Andrew Wilson         | Estados Unidos           | DNS   | DNS              |

### Semifinal
Esses foram os resultados das semifinais. Foram realizadas no dia 23 de julho com início às 20:41 
Semifinal 1
| Pos. | Raia | Nadador            | Nacionalidade | Tempo | Notas |
| ---- | ---- | ------------------ | ------------- | ----- | ----- |
| 1    | 7    | Fabio Scozzoli     | Itália        | 26.70 | Q,    |
| 2    | 4    | João Gomes Júnior  | Brasil        | 26.84 | Q     |
| 3    | 3    | Kirill Prigoda     | Rússia        | 27.08 | QSO   |
| 4    | 6    | Darragh Greene     | Irlanda       | 27.14 |       |
| 5    | 5    | Hüseyin Emre Sakçı | Turquia       | 27.17 |       |
| 6    | 8    | Yasuhiro Koseki    | Japão         | 27.22 |       |
| 7    | 2    | Nicolo Martinenghi | Itália        | 27.31 |       |
| 8    | 1    | Ties Elzerman      | Países Baixos | 27.61 |       |

Semifinal 2
| Pos. | Raia | Nadador          | Nacionalidade  | Tempo | Notas |
| ---- | ---- | ---------------- | -------------- | ----- | ----- |
| 1    | 4    | Adam Peaty       | Reino Unido    | 26.11 | Q     |
| 2    | 5    | Felipe Lima      | Brasil         | 26.62 | Q     |
| 3    | 3    | Ilya Shymanovich | Bielorrússia   | 26.77 | Q     |
| 4    | 6    | Yan Zibei        | China          | 26.86 | Q,    |
| 5    | 7    | Michael Andrew   | Estados Unidos | 26.88 | Q     |
| 6    | 1    | Tobias Bjerg     | Dinamarca      | 27.08 | QSO,  |
| 7    | 2    | Andrei Nikolaev  | Rússia         | 27.17 |       |
| 8    | 8    | Nikola Obrovac   | Croácia        | 27.31 |       |

Desempate
O desempate para a final ocorreu dia 23 de julho às 22:02. 
| Posição | Raia | Nadador        | Nacionalidade | Tempo | Notas |
| ------- | ---- | -------------- | ------------- | ----- | ----- |
| 1       | 4    | Kirill Prigoda | Rússia        | 27.09 | Q     |
| 2       | 5    | Tobias Bjerg   | Dinamarca     | 27.16 |       |

### Final
A final foi realizada em 24 de julho às 21:03. 
| Pos.              | Raia | Nadador           | Nacionalidade  | Tempo | Notas            |
| ----------------- | ---- | ----------------- | -------------- | ----- | ---------------- |
| Medalha de ouro   | 4    | Adam Peaty        | Reino Unido    | 26.06 |                  |
| Medalha de prata  | 5    | Felipe Lima       | Brasil         | 26.66 |                  |
| Medalha de bronze | 2    | João Gomes Júnior | Brasil         | 26.69 |                  |
| 4                 | 8    | Kirill Prigoda    | Rússia         | 26.72 | Recorde nacional |
| 5                 | 6    | Ilya Shymanovich  | Bielorrússia   | 26.85 |                  |
| 6                 | 7    | Yan Zibei         | China          | 26.86 | =                |
| 7                 | 1    | Michael Andrew    | Estados Unidos | 26.93 |                  |
| 8                 | 3    | Fabio Scozzoli    | Itália         | DSQ   |                  |

Legenda
| Recorde mundial       | Recorde mundial (World record)               |                       | Recorde africano                      | Recorde africano (African) |                                           | Q | Classificado por posição (Qualified) |
| Recorde do campeonato | Recorde do campeonato (Championship record)  | Recorde da América    | Recorde da América (Americas)         | q                          | Classificado por melhor tempo (Qualified) |   |                                      |
| Melhor marca do ano   | Melhor marca do ano (World leading)          | Recorde asiático      | Recorde asiático (Asian)              | DNS                        | Não largou (Did not start)                |   |                                      |
| Recorde nacional      | Recorde nacional (National record)           | Recorde europeu       | Recorde europeu (European)            | DNF                        | Não terminou (Did not finish)             |   |                                      |
| Recorde pessoal       | Recorde pessoal do atleta (Personal best)    | Recorde da Oceania    | Recorde da Oceania (Oceania)          | DSQ / DQ                   | Desclassificado (Disqualified)            |   |                                      |
| Recorde da temporada  | Recorde da temporada do atleta (Season best) | Recorde sul-americano | Recorde sul-americano (South America) | NM                         | Sem marca (No mark)                       |   |                                      |